# Lake of the Woods, Illinois
Lake of the Woods là một nơi ấn định cho điều tra dân số thuộc quận Champaign, tiểu bang Illinois, Hoa Kỳ. Năm 2010, dân số của nơi ấn định cho điều tra dân số này là 2912 người.

## Dân số
Dân số qua các năm:
- Năm 2000: 3026 người.
- Năm 2010: 2912 người.